# Cattleya loddigesii
Cattleya loddigesii är en orkidéart som beskrevs av John Lindley. Cattleya loddigesii ingår i släktet Cattleya och familjen orkidéer.

## Underarter
Arten delas in i följande underarter:
- C. l. loddigesii
- C. l. purpurea

## Bildgalleri

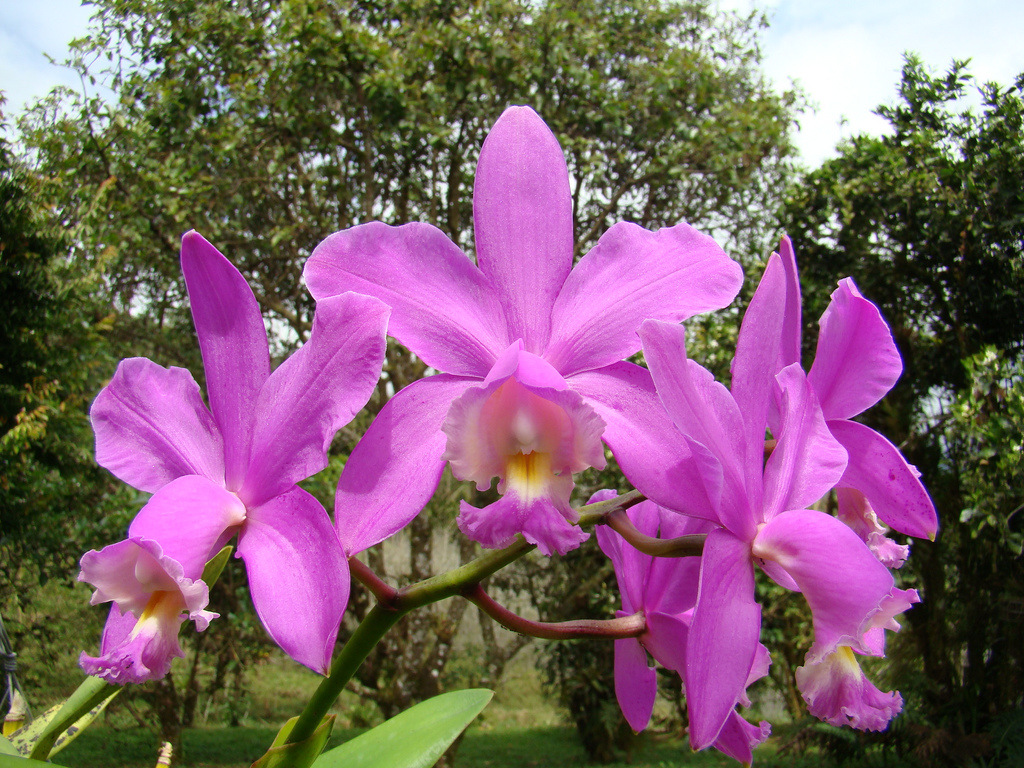
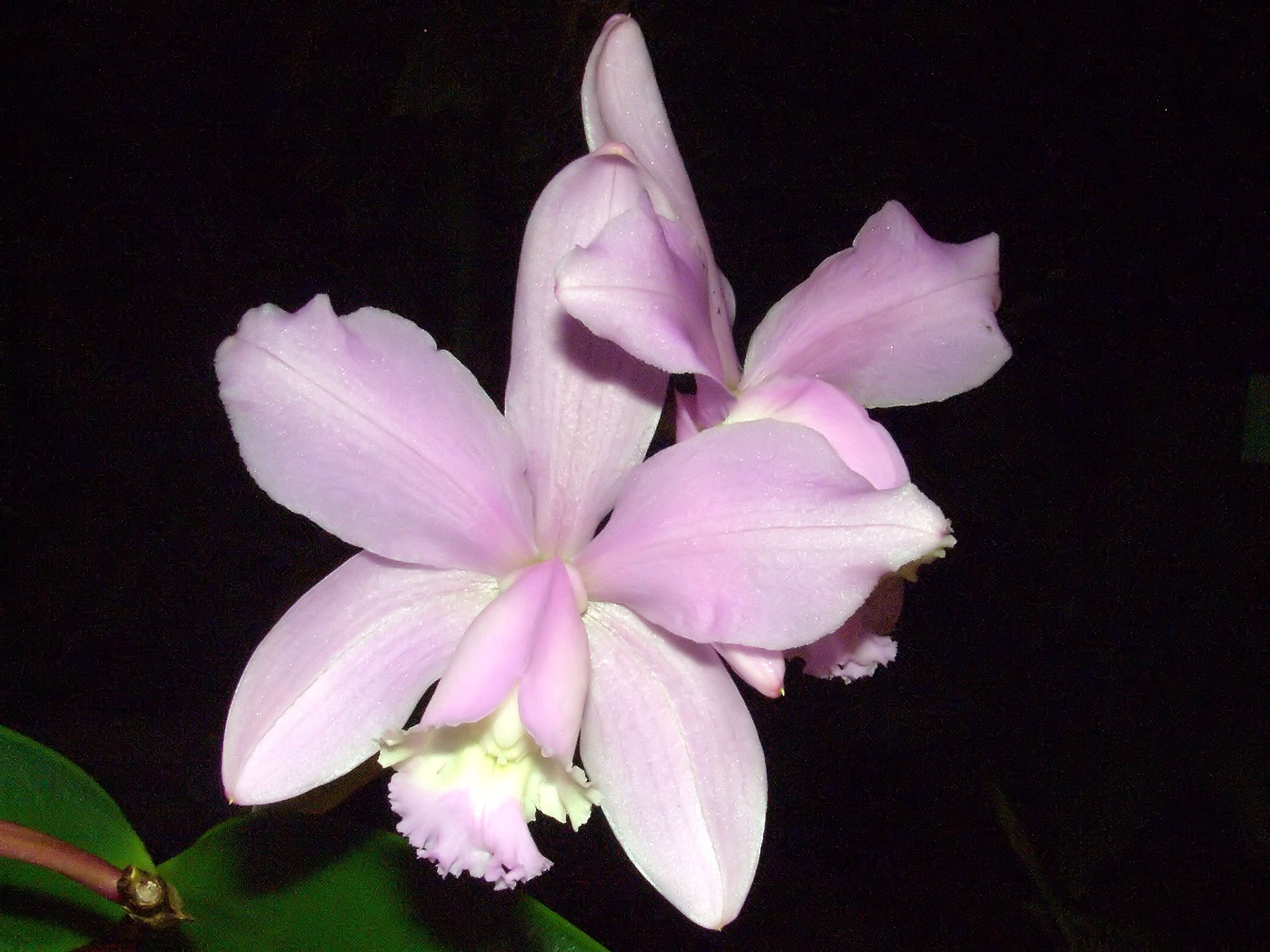
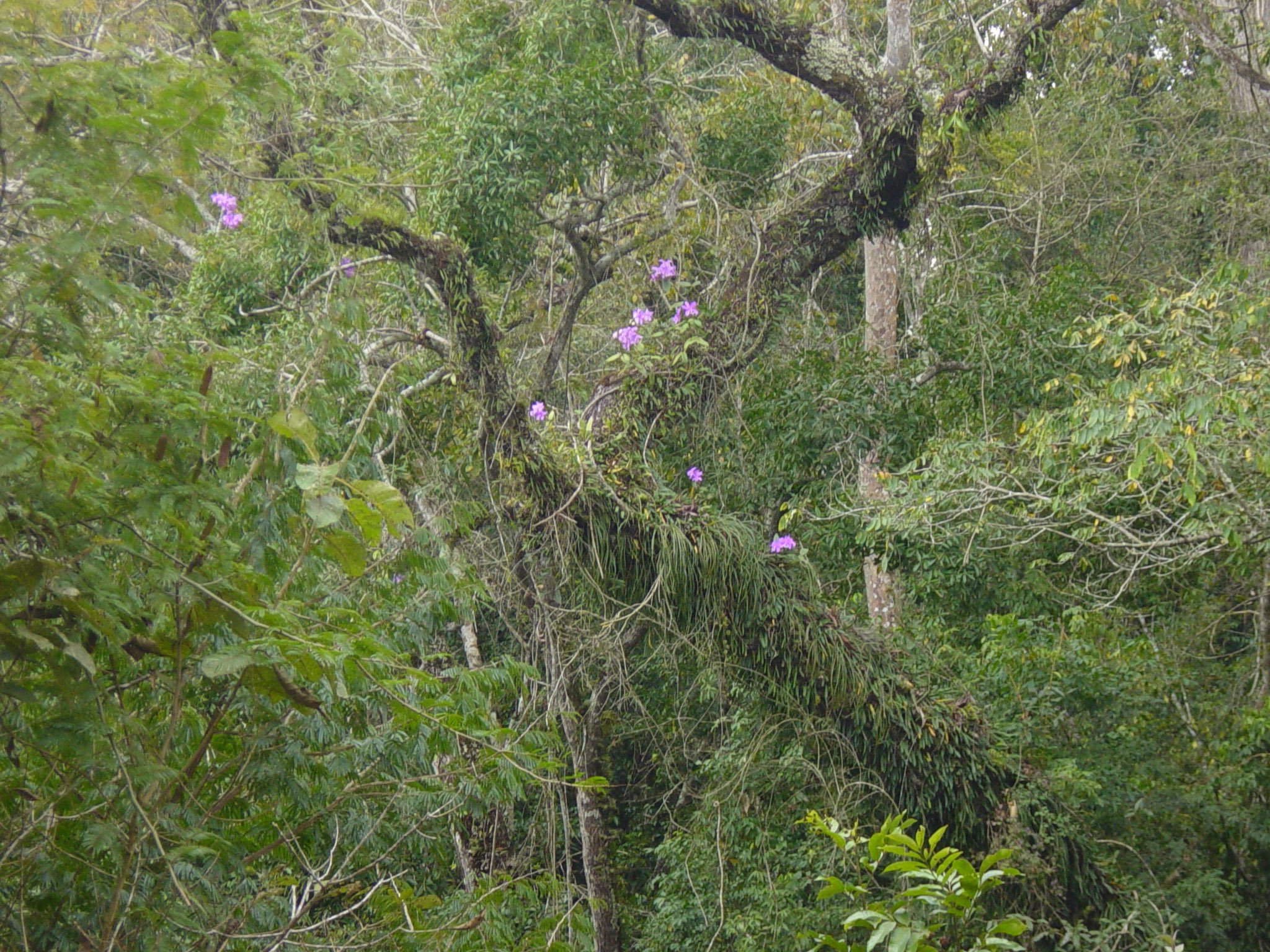
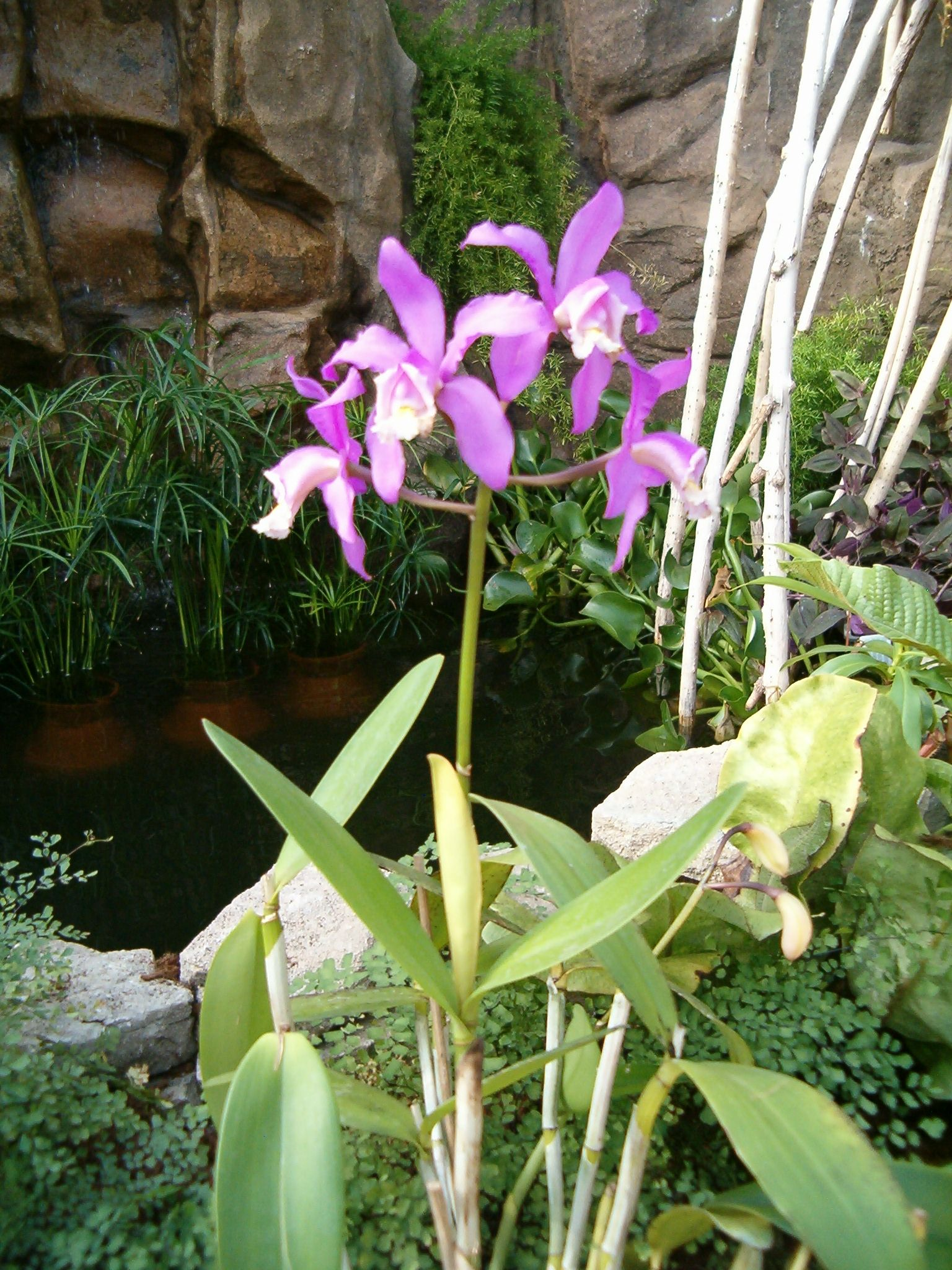
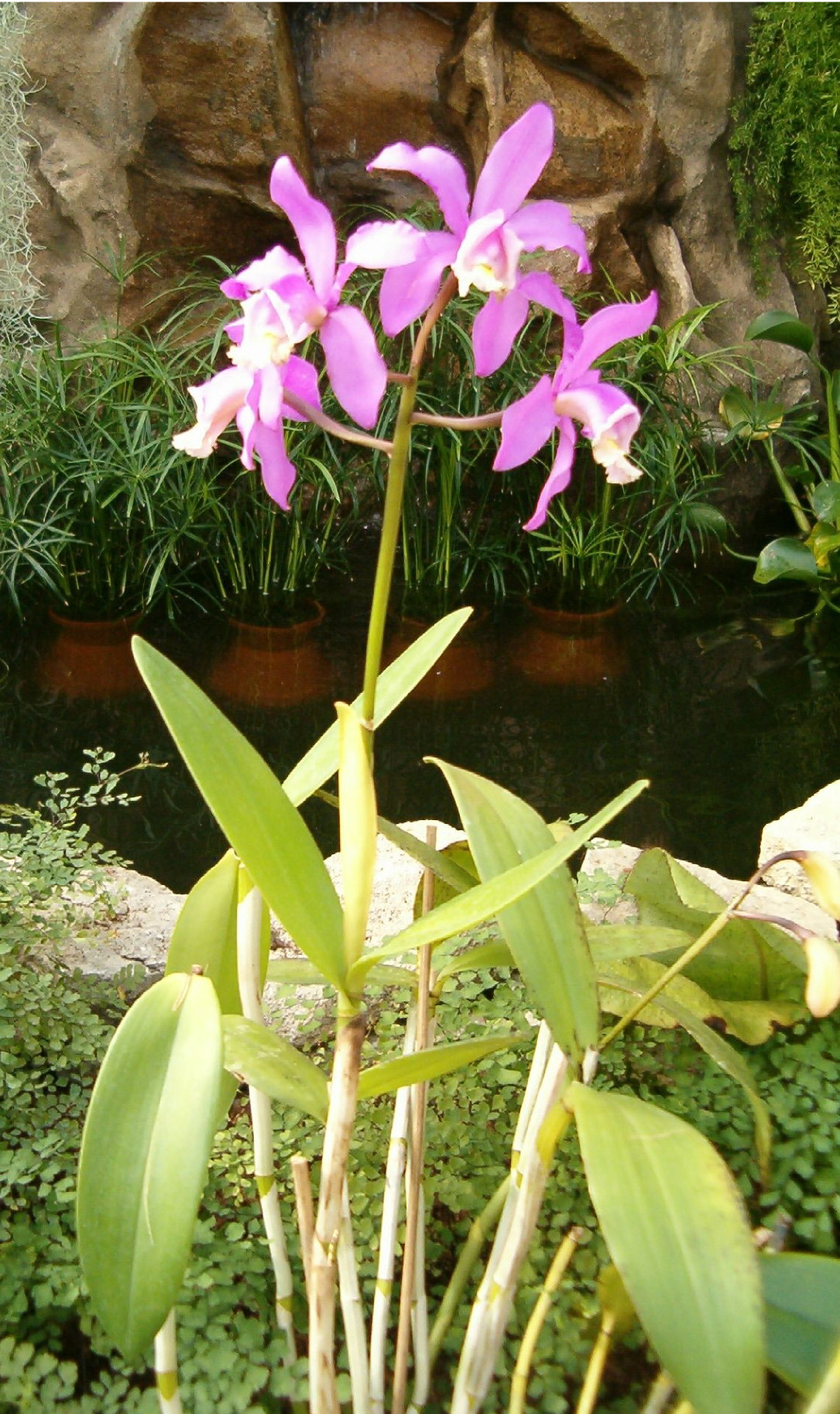
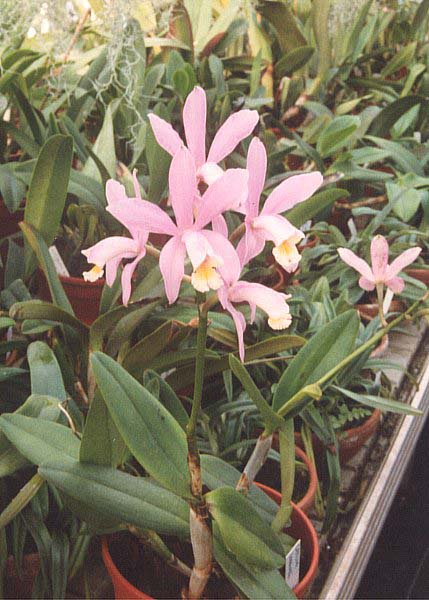